# Kvam, Trøndelag
Kvam är en kyrkby i Steinkjers kommun i Trøndelag fylke i Norge. Byn ligger vid Europaväg 6, vid norra stranden av sjön Snåsavatnet.
Byn utgjorde tidigare centralort i dåvarande Kvams kommun i Nord-Trøndelag fylke.